# Open core

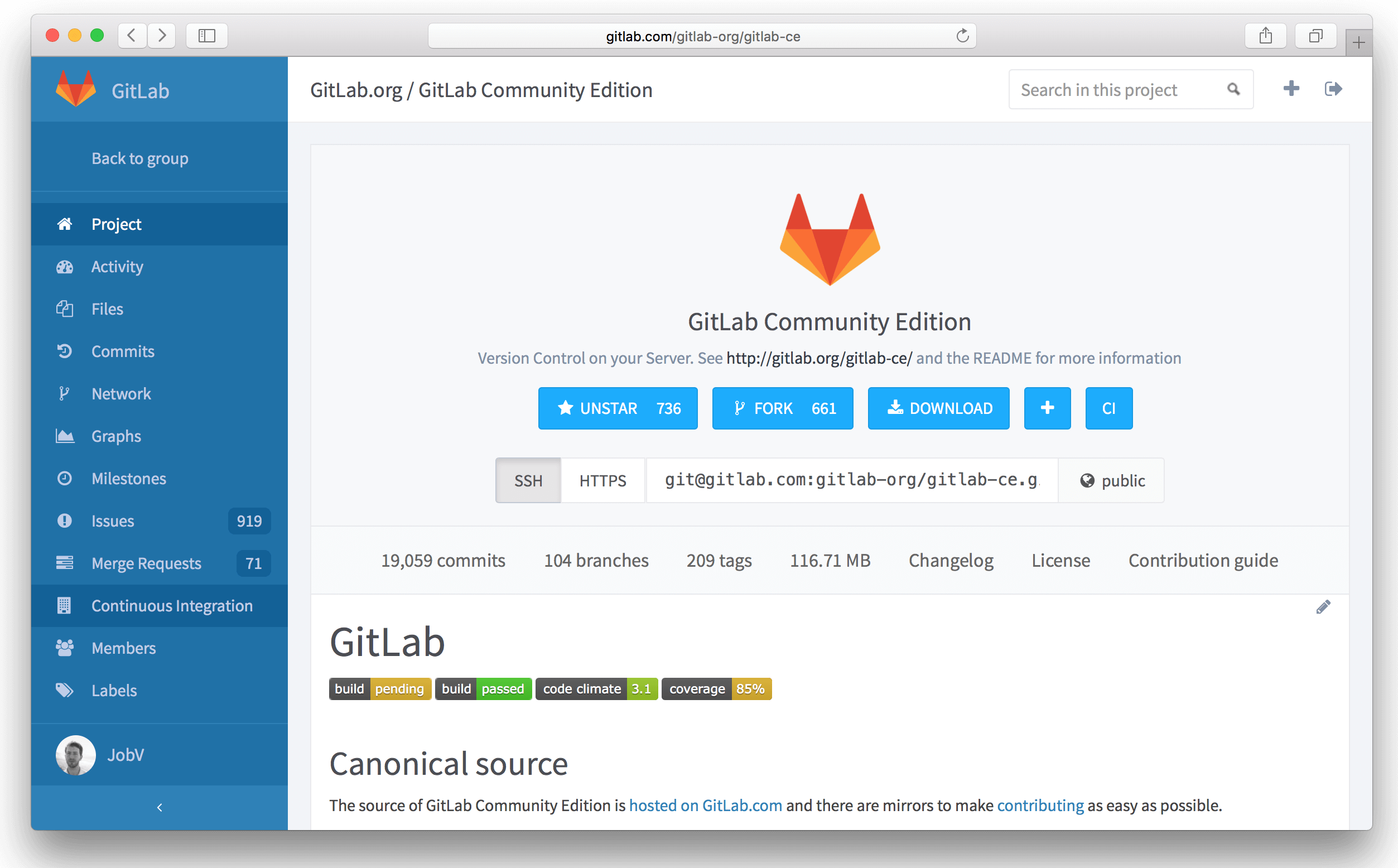
Edição da comunidade do GitLab

O modelo de núcleo aberto (open core) é um modelo de negócios para a monetização de software de código aberto produzido comercialmente. Cunhado por Andrew Lampitt em 2008, o modelo de núcleo aberto envolve principalmente oferecer uma versão "núcleo" ou com recursos limitados de um produto de software como software livre e de código aberto, enquanto oferece versões "comerciais" ou complementos como software proprietário.
O conceito de software de open core provou ser controverso, pois muitos desenvolvedores não consideram o modelo de negócios como um verdadeiro software de código aberto. Apesar disso, os modelos de núcleo aberto são usados por muitas empresas de software de código aberto.

## Uso de contratos de licença de contribuidor
Alguns produtos de núcleo aberto (open core) exigem que seus contribuidores assinem um contrato de licença de contribuidor, que determina que os direitos autorais de todas as contribuições para o produto se tornem propriedade de seu proprietário ou que o proprietário do produto receba uma licença ilimitada e não exclusiva para uso as contribuições, mas os autores mantêm a propriedade dos direitos autorais. Em um cenário de núcleo aberto, esses acordos geralmente visam permitir que o proprietário comercial do produto (que, em alguns casos, é o detentor dos direitos autorais de todo o seu código, independentemente de seu autor original) comercialize simultaneamente versões do produto sob licenças de código aberto e não-livres. Isso contrasta com os usos mais tradicionais de CLAs, que se destinam apenas a permitir que o administrador de um projeto de código aberto defenda e proteja os direitos autorais de seus contribuidores, ou garanta que o código só seja disponibilizado sob termos de origem open-source (protegendo-o assim de se tornar um núcleo aberto).

## Exemplos
- Kafka, um serviço de streaming de dados sob a licença Apache 2.0, é o núcleo de código aberto da empresa, Confluent, que emite uma Licença da Comunidade Confluent, uma licença disponível na fonte que rege recursos adicionais na Plataforma Confluent.[8]
- Cassandra, um banco de dados de código aberto sob a licença Apache 2.0, é o núcleo da empresa, Datastax, que emite licença de assinatura corporativa para recursos adicionais de gerenciamento e segurança dentro do DataStax Enterprise.[9]
- O software de gerenciamento de aprendizado Canvas da Instructure.
- O software de banco de dados MySQL da Oracle é licenciado duplamente sob uma licença proprietária e a GNU General Public License (GPL); versões proprietárias oferecem recursos adicionais e planos de suporte empresarial.[10]
- O núcleo da Elastic, que inclui Elasticsearch, Kibana, Logstash e Beats, estava sob uma licença Apache 2.0, enquanto plugins adicionais são distribuídos sob a licença proprietária da Elastic.[11] Em janeiro de 2021, a Elastic licenciou novamente seu software sob a Licença Pública do Lado do Servidor não gratuita e a Licença Elastic, que restringem o uso do software como parte de serviços gerenciados e contornam bloqueios de software em recursos premium.[12]
- O Eucalyptus, software de nuvem privada, possui uma edição corporativa proprietária que oferece recursos adicionais.[13][14][15]
- O GitLab CE (Community Edition) está sob uma licença de código aberto no estilo MIT,[16] enquanto o GitLab EE (Enterprise Edition) está sob uma licença comercial.[17]
- O Neo4j CE (Community Edition) está licenciado sob GPL versão 3, enquanto o Neo4j EE (Enterprise Edition) está sob uma licença comercial, fornecendo recursos adicionais, incluindo clustering e backups dinâmicos.
- Seldon Core, uma plataforma de aprendizado de máquina sob a licença Apache 2.0, é o núcleo da empresa Seldon, que fornece o Seldon Deploy sob uma licença comercial.[18]
- O Redis está sob uma licença de código aberto BSD de 3 cláusulas,[19] enquanto o Redis Labs oferece Módulos Redis sob uma licença de software disponível na fonte e o Redis Enterprise sob uma licença comercial que fornece recursos corporativos adicionais, como dimensionamento dinâmico, ajuste de desempenho de replicação e suporte de cluster para módulos Redis.[20]

### Restrições de uso em serviços
Uma nova variação da prática surgiu em 2018 entre vários produtos de núcleo aberto destinados ao uso do lado do servidor, buscando controlar o uso do produto como parte de um serviço oferecido a um cliente. Essas práticas, em particular, visam a incorporação do software em serviços proprietários por provedores de serviços de aplicativos em nuvem, como Amazon Web Services, mas com o que os fornecedores percebem como compensação inadequada ou contribuições de volta ao software upstream em troca.
O MongoDB mudou sua licença da GNU Affero General Public License (uma variação da GPL que exige que o código-fonte do software seja oferecido para aqueles que o utilizam em uma rede) para uma versão modificada da GPL versão 3 intitulada "Server Side Public License" (SSPL), onde o código-fonte de todo o serviço deve ser liberado sob o SSPL se incorporar um componente licenciado por SSPL. Bruce Perens, co-autor de The Open Source Definition, argumentou que a SSPL violou sua exigência de uma licença de código aberto para não colocar restrições ao software distribuído juntamente com o software licenciado. A Open Source Initiative (OSI) decidiu que a SSPL viola a Open Source Definition e, portanto, não é uma licença de software livre, pois é discriminatória contra o uso comercial. Debian, Fedora e Red Hat Enterprise Linux retiraram o MongoDB de suas distribuições após a mudança de licença, considerando que a nova licença violava suas políticas de licenciamento.
O Redis Labs sujeitou seus plug-ins Redis à "Cláusula Commons", uma restrição à venda do software além dos termos de licença Apache existentes. Após críticas, isso foi alterado em 2019 para a "Licença Redis Source Available ", uma licença não-livre que proíbe a venda do software como parte de "um banco de dados, um mecanismo de cache, um mecanismo de processamento de fluxo, um mecanismo de pesquisa, uma indexação ou um mecanismo de serviço ML/DL/AI". As últimas versões dos módulos licenciados exclusivamente sob a Licença Apache foram bifurcadas e são mantidas por membros da comunidade sob o projeto GoodFORM.